# Maribel Sanz
María Isabel Sanz Belmonte (Barcelona, España; 7 de febrero de 1965), más conocida como Maribel Sanz, es una modelo y colaboradora de televisión española que se hizo conocida en la década de los 90 por desfilar para marcas famosas y por presentar varios programas de televisión.

## Biografía
Maribel Sanz comenzó en el mundo del espectáculo con tan solo 16 años de edad debido a sus apariciones en un programa de televisión en el que desfilaba. Gracias a esto, el director de televisión Valerio Lazarov se fijó en ella y la fichó para hacer de azafata en el programa Bellezas en la nieve en Telecinco.
Dos años más tarde, en 1993, fichó por Antena 3 para hacer de azafata el programa Noche, noche junto a Emilio Aragón y Belén Rueda. Tras varios años de parón televisivo para dedicarse al modelaje, Maribel se ganó el título de "Miss Barcelona" e intervino en varios desfiles de marcas conocidas como Dior, Versace y Chanel.
En 1998 volvió a la televisión para colaborar en los programas Hoy, de mañana en Antena 3 y Crónicas Marcianas en Telecinco.
Después de varios años apartada de la vida pública, tan solo apareciendo esporádicamente en programas como Sabor a ti, ¿Dónde estás corazón? y A tu lado, regresa a Telecinco en 2014 de la mano del concurso ¡Mira quién salta!.
En 2015 comienza a colaborar en el programa de 8tv Trencadís, presentado por Sandra Barneda y en 2016 concursó en Salvame Snow Week para ser una de las nuevas colaboradoras de Sálvame.

## Vida personal
En 1991 tuvo una relación con el guitarrista Javier Catalá, con el que tuvo un hijo, Adrián Catalá y del que se divorció en 1993. Un año después, en 1994, se casó con el cantante Sergio Dalma, con el que tuvo a su segundo hijo, Sergi Capdevila.
En 2003 se casó con el empresario Christian Jiménez, del que se divorció en 2010. Además, ha tenido noviazgos con algunas personalidades importantes. 
En 2012 Se casó con Ángel López Aguilera. Su actual pareja.

## Trayectoria

### Programas de televisión
| Programas de televisión | Programas de televisión | Programas de televisión | Programas de televisión |
| Año                     | Título                  | Cadena                  | Notas                   |
| ----------------------- | ----------------------- | ----------------------- | ----------------------- |
| 1991                    | Bellezas en la nieve    | Telecinco               | Azafata                 |
| 1993                    | Noche, noche            | Antena 3                | Azafata                 |
| 1998                    | Hoy, de mañana          | Antena 3                | Colaboradora            |
| 1998-1999               | Crónicas Marcianas      | Telecinco               | Colaboradora            |
| 2014                    | ¡Mira quién salta!      | Telecinco               | Concursante             |
| 2015-2016               | Trencadís               | 8tv                     | Colaboradora            |
| 2016                    | Salvame Snow Week       | Telecinco               | Concursante             |
| 2018                    | Sábado Deluxe           | Telecinco               | Invitada                |